# Kajetan Wilusz
Kajetan Tadeusz Wilusz (ur. 7 sierpnia 1870, zm. ?) – pułkownik korpusu kontrolerów Wojska Polskiego.

## Życiorys
Urodził się 7 sierpnia 1870. Po odzyskaniu przez Polskę niepodległości w 1918 został przyjęty do Wojska Polskiego. Został awansowany do stopnia podpułkownika w korpusie oficerów zawodowych kontrolerów ze starszeństwem z 1 czerwca 1919. W latach 20. był oficerem Korpusu Kontrolerów w strukturze Wojskowej Kontroli Generalnej, w tym w 1923 służył w Grupie X (do zleceń specjalnych), a w 1924 w Grupie IX. Po przeniesieniu w stan spoczynku jako emerytowany pułkownik (wyłącznie z prawem do tytułu) zamieszkiwał w Warszawie.
Jako emerytowany pułkownik w 1932 został wylosowany sędzią sądu przysięgłych we Lwowie.

## Odznaczenia
- Kawaler Legii Honorowej[7]